# Schwangau
Schwangau község Németországban, azon belül Bajorországban. Lakosainak száma 3453 fő (2023. december 31.). Schwangau Füssen és Pinswang községekkel határos.

## A község települései
| - Alterschrofen - Brunnen - Erlisholz - Hohenschwangau | - Horn - Mühlberg - Schwangau - Waltenhofen |

## Népesség
A település népessége az elmúlt években az alábbi módon változott:
| Lakosok száma | 1120 | 3113 | 3218 | 3075 | 3170 | 3188 | 3227 | 3268 | 3325 | 3453 |
|               | 1875 | 1950 | 1975 | 1987 | 2012 | 2014 | 2016 | 2017 | 2021 | 2023 |